# آ لوکار
آ لوکار یا لوکار (اسپانیایی: ¡A Luchar!) یک جنبش سیاسی است در کلمبیا که از ائتلاف های مختلف اتحادیه مترقی و جنبش های اجتماعی تشکیل شده است.

## تاریخ تشکیل
با شروع سیاست گفتگوی ملی از سوی دولت بلیساریو بتانکور در سال ۱۹۸۴ جنبش های مختلف امکان قانونی شدن پیدا کردند.

## سرکوب
بسیاری از اعضای این اتحادیه طی یک عملیات شبه نظامی به قتل رسیدند.